# Javier Estrada (botánico)
Javier Carlos Estrada Sánchez (1961) es un botánico español.
Doctor en Biología por la Universidad Complutense de Madrid, es profesor titular del Instituto Jardín Botánico de Mérida donde ejerce como director del Herbario MERC y fue editor fundador de la revista Plantula del "Centro Jardín Botánico" de la Universidad de los Andes.
Ha dictado clases en Biología Vegetal, Anatomía Vegetal, Morfología Vegetal, Sistemática y Métodos taxonómicos y de herramientas computacionales para el análisis taxonómico y para la codificación de descripciones e taxones o ejemplares.

## Publicaciones

### Libros y capítulos
- 2004. Estrada, J., Besembel, I., Gaviria, J. & Hernández, D., Modelado de una Base de Datos Botánica. In: Montilva, J., Besembel, I., Pérez, M. & Lasavio, F. (Eds.) Sistemas de Información e Ingeniería de Software: Temas Selectos. Centro de Estudios en Informática. Mérida, Venezuela. pp 13-21. (ISBN 9789801205852).
- 2003. Estrada Sánchez, J. C., Luque Arias, R., Guevara, J. R., Maldonado, B. & Ortega, A. (Eds.) Memorias del XV Congreso Venezolano de Botánica. Universidad de Los Andes, xii + 114 pp.
- 1996. Sánchez-S. M.; Urrego, L.E.; Saldarriaga, J. G.; Fuertes, J.; Estrada, J. & Duivenvoorden, J.F. Chiribiquete-Araracuara-Cahuinari Region. In: Heywood, V. (Ed.), Centers of Plant Diversity. Vol 3, pp.: 338-343. International Union for Conservation of the Nature (IUCN). Cambridge. EE. UU. (ISBN 9782831701998)
- 1995. Estrada, J. Cordia subgénero Varronia. Flora de Colombia 14, viii+178 pp. Archivado el 22 de julio de 2014 en Wayback Machine. Instituto de Cìencias Naturales-M. H. N., Real Jardín Botánico de Madrid, C.S.I.C. e Instituto Colombiano de Cultura Hispánica. Bogotá.
- 1991. Estrada, J., Fuertes, J. & Cardiel, J. M. Bibliografía Botánica para Colombia, 1. Agencia Española de Cooperación Internacional, Oficina Técnica de Cooperación en Colombia, xx + 403 pp. Bogotá.(ISBN 9586080870).  1989. Estrada, J. Convolvuláceas, Polemoniáceas, Hidrofiláceas y Boragináceas. In: Mutis y Bosio, José Celestino Flora de la Real Expedición Botánica del Nuevo Reyno de Granada. Ediciones Cultura Hispánica, Madrid, 36, viii + 82 pp. ISBN 8472324710

### Artículos científicos
- 2014. Estrada Sánchez, Javier Carlos; Ramírez Meza, Douglas Alonso; Luque Arias, Rebeca. Comentarios, adiciones y correcciones al “Nuevo Catálogo de la Flora Vascular de Venezuela”: Las Bromeliaceae. Pittieria, 38: 95-103. (ISSN: 0554-2111).
- 2010. Ferrer-Pereira, H. Vivas-Arroyo, Y., Hokche, O. Nozawa, S., Pérez-Cortéz, S, Rodríguez, L. Mostacero, J. & Estrada Sánchez, J. C. Aplicación de herramientas computacionales al estudio morfotaxonómico del género Merremia (Convolvulaceae) en Venezuela. Rodriguesia, 61(4): 661-668. (ISSN: 0370-6583).
- 2010. Ferrer-Pereira, H. Vivas-Arroyo, Y., Hokche, O. Nozawa, S., Pérez-Cortéz, S, Rodríguez, L. Mostacero, J. &-Estrada Sánchez, J. C.  El género Merremia (Convolvulaceae) en Venezuela. Rodriguesia, 61(4): 639-660. (ISSN: 0370-6583).
- 2006. Luque Arias, R., Escalona, A., Hernández, C. & Estrada Sánchez, J. Anatomía de Melianthaceae (s.l.) de Venezuela. Plantula, 4(1):1-21. (enlace roto disponible en Internet Archive; véase el historial, la primera versión y la última). (ISSN: 1316-1547).
- 2005. Luque Arias, R. & Estrada Sánchez, J. Anatomía de Commelinaceae presentes en un cultivo de papas (Solanum tuberosum L.) en Mérida, Venezuela. Acta Botanica Venezuelica, 28 (2) 181-196. (ISSN: 0084-5906).
- 2004. Luque Arias, R. & Estrada Sánchez, J. Características de la endodermis en la raíz de Coespeletia Cuatrec. (Asteraceae). Caldasia, 26(1): 53-60. Archivado el 1 de noviembre de 2018 en Wayback Machine. (ISSN: 0366-5232)
- 2002. Hernández, D., Malpica, L. & Estrada, J. Visitas virtuales a jardines reales. El Jardín Botánico de Mérida-Venezuela, un caso de estudio. Parjap. 25: 13-18. (ISSN: 1699-3349).
- 2001. Garbiso, C. & Estrada, J. Sinopsis taxonómica de Bomarea Mirb. Subgénero Bomarea (Alstroemeriaceae) para Venezuela. Plantula 3(1): 11-39. (enlace roto disponible en Internet Archive; véase el historial, la primera versión y la última). (ISSN: 1316-1547).
- 2001. Ricardi, M., Gaviria, J. & Estrada, J. Los Andes de Mérida, una nueva subprovincia fitogeográfica de la Provincia de Los Andes del Norte. Plantula 3(1): 41-46. (enlace roto disponible en Internet Archive; véase el historial, la primera versión y la última). (ISSN: 1316-1547).
- 1999. Hidalgo Báez, D., Quintero, M., Nieves, B., de los Ríos, C., Contreras, Q. & Estrada, J. Toxicity, antimicrobial activity and detection of xanthones in Gentianella nevadensis. Ciencia 7(2): 111-117. (ISSN: 1315-2076).
- 1999. Hidalgo Báez, D., Ricardi, M., Gaviria, J. & Estrada, J. Contribución a la etnofarmacología de los páramos venezolanos. Ciencia 7(1): 23-32. (ISSN: 1315-2076).
- 1997. Ricardi, M., Gaviria, J. & Estrada, J.. La Flora del Superpáramo venezolano y sus relaciones fitogeográficas a lo largo de los Andes. Plantula 1(3). 171-187. (ISSN: 1316-1547).
- 1993. Estrada, J, & Fuertes, J. Estudios Botánicos en la Guayana Colombiana, 3. La vegetación arbustiva de la Sierra de Chiribiquete. Revista Academia Colombiana de Ciencias Físicas y Naturales, 18(71): 483‑497. (ISSN: 0370-3908).
- La abreviatura «J.Estrada» se emplea para indicar a Javier Estrada como autoridad en la descripción y clasificación científica de los vegetales.[3]